# قائمة حلقات ناروتو
ناروتو هو مسلسل أنمي يحكي قصة مانغا ناروتو التي تصدر أسبوعيًا من مجلة شونن جمب الأسبوعية، وألفها ورسمها ماساشي كيشيموتو. أخرج المسلسل هاياتو داتي وأنتجه ستوديو بييرو وتلفزيون طوكيو. عُرض المسلسل في الوطن العربي من إنتاج مركز الزهرة لكنه ليس مكتملاً حيث عُرضت 151 حلقة على سبيس باور وسبيستون. 135 حلقة من المسلسل أحداثها تقع في أول 27 مجلد من المانغا، في حين أن بقية الحلقات والتي عددها 85 ليس لها علاقة بقصة المسلسل الأصلية. تتمحور أحداث المسلسل حول ناروتو أوزوماكي، نينجا صغير متسرع من قرية الورق، والذي يحاول دائمًا جعل أهل القرية يعترفون به ويحلم بأن يصبح الهوكاغي، وهو قائد القرية والنينجا الأقوى فيها.
بُثت جميع حلقات المسلسل المئتين والعشرين ما بين 3 أكتوبر 2002 و8 فبراير 2007 على تلفزيون طوكيو. بدأ البث العربي في 25 أغسطس 2007 على سبيس باور. ولكن توقف البث لأسباب غير معلومة عند الحلقة 130. ثم أعادت مركز الزهرة دبلجة الحلقات حتى الحلقة 151 ثم توقف مرة أخرى، وقد تم إصدار أقراص DVD في الوطن العربي حتى آخر حلقة معروضة، وأحيانًا كانت تصدر كهدايا مع مجلة سبيستون.

## قائمة الحلقات

### الموسم الأول (2002-2003)
| الإجمالي                                                                 | الإجمالي                                                                 | عنوان الحلقة | فصول المانغا                                                             | تاريخ العرض الأصلي                                                       | تاريخ العرض العربي                                                       | مرجع                                                                     |
| المسلسل                                                                  | الموسم                                                                   | عنوان الحلقة | فصول المانغا                                                             | تاريخ العرض الأصلي                                                       | تاريخ العرض العربي                                                       | مرجع                                                                     |
| الفصل التمهيدي — بلد الأمواج (プロローグ~波の国 بوروروغو — نامي نو كوني) | الفصل التمهيدي — بلد الأمواج (プロローグ~波の国 بوروروغو — نامي نو كوني) | الفصل التمهيدي — بلد الأمواج (プロローグ~波の国 بوروروغو — نامي نو كوني) | الفصل التمهيدي — بلد الأمواج (プロローグ~波の国 بوروروغو — نامي نو كوني) | الفصل التمهيدي — بلد الأمواج (プロローグ~波の国 بوروروغو — نامي نو كوني) | الفصل التمهيدي — بلد الأمواج (プロローグ~波の国 بوروروغو — نامي نو كوني) | الفصل التمهيدي — بلد الأمواج (プロローグ~波の国 بوروروغو — نامي نو كوني) |
| ------------------------------------------------------------------------ | ------------------------------------------------------------------------ | --- | ------------------------------------------------------------------------ | ------------------------------------------------------------------------ | ------------------------------------------------------------------------ | ------------------------------------------------------------------------ |
| 1                                                                        | 1                                                                        | «الدخول: ناروتو أوزوماكي» "سانجو! أوزوماكي ناروتو" (参上!うずまきナルト) | 1                                                                        | 3 أكتوبر 2002                                                            | 25 أغسطس 2007                                                            | [ 4 ]                                                                    |
| 2                                                                        | 2                                                                        | «أُدعى كونهامرو» "كونوهامارو دا كوري!" (木ノ葉丸だ コレ!) | 2                                                                        | 10 أكتوبر 2002                                                           | 28 أغسطس 2007                                                            | [ 4 ]                                                                    |
| 3                                                                        | 3                                                                        | «ساسوكي و‌ساكورا: صديقان أم خصمان؟» "شوكوتيكي!؟ ساسكي تو ساكرا" (宿敵!?サスケとサクラ) | 3                                                                        | 17 أكتوبر 2002                                                           | 1 سبتمبر 2007                                                            | [ 4 ]                                                                    |
| 4                                                                        | 4                                                                        | «النجاح أم الرسوب: اختبار البقاء» "شيرين! سابايبارو إينشو" (試練!サバイバル演習) | 4-6                                                                      | 24 أكتوبر 2002                                                           | 4 سبتمبر 2007                                                            | [ 4 ]                                                                    |
| 5                                                                        | 5                                                                        | «لقد فشلت! قرار كاكاشي النهائي» "شيكاكو؟ كاكاشي نو كيتسورون" (失格?カカシの結論) | 6-8                                                                      | 31 أكتوبر 2002                                                           | 8 سبتمبر 2007                                                            | [ 4 ]                                                                    |
| 6                                                                        | 6                                                                        | «مهمة خطيرة! رحلة إلى أرض الأمواج!» "جيو نينمو! نامي نو كوني إي تشو-شوبَّاتسو" (重要任務!波の国へ超出発!)                                                                                         | 9-11                                                                     | 7 نوفمبر 2002                                                            | 11 سبتمبر 2007                                                           | [ 5 ]                                                                    |
| 7                                                                        | 7                                                                        | «القاتل من قرية الضباب!» "كيري نو أنساتسوشا" (霧の暗殺者!) | 11-12                                                                    | 14 نوفمبر 2002                                                           | 13 أكتوبر 2007                                                           | [ 5 ]                                                                    |
| 8                                                                        | 8                                                                        | «قَسَم المعاناة» "إتامي ني تشيكاكو كيتسوي" (痛みに誓う決意) | 13-14                                                                    | 21 نوفمبر 2002                                                           | 20 أكتوبر 2007                                                           | [ 5 ]                                                                    |
| 9                                                                        | 9                                                                        | «كاكاشي: محارب الشارينغان» "شارينغان نو كاكاشي" (写輪眼のカカシ) | 15-16                                                                    | 28 نوفمبر 2002                                                           | 27 أكتوبر 2007                                                           | [ 5 ]                                                                    |
| 10                                                                       | 10                                                                       | «غابة التشاكرا» "تشاكرا نو موري" (チャクラの森) | 17-18                                                                    | 5 ديسمبر 2002                                                            | 3 نوفمبر 2007                                                            | [ 5 ]                                                                    |
| 11                                                                       | 11                                                                       | «أرض حيث عاش بطل» "إيو نو إتا كوني" (英雄のいた国) | 19-20                                                                    | 12 ديسمبر 2002                                                           | 10 نوفمبر 2007                                                           | [ 6 ]                                                                    |
| 12                                                                       | 12                                                                       | «المعركة على الجسر! عودة زابوزا!» "كيوجو كيسِّين! زابوزا فوتاتابي!!" (橋上決戦!ザブザ再び!!) | 21-22                                                                    | 19 ديسمبر 2002                                                           | 17 نوفمبر 2007                                                           | [ 6 ]                                                                    |
| 13                                                                       | 13                                                                       | «تقنية هاكو السرية: مرايا الثلج» "هاكو نو هيجتسو - ماكيو هيوشو" (白の秘術·魔鏡氷晶) | 23-24                                                                    | 26 ديسمبر 2002                                                           | 24 نوفمبر 2007                                                           | [ 6 ]                                                                    |
| 14                                                                       | 14                                                                       | «مفرط النشاط رقم واحد، دخول النينجا الأحمق القتال!» "إغايسيه نانبا وان، ناروتو سانسين!" (意外性No. 1, ナルト参戦!)                                                                              | 25-26                                                                    | 9 يناير 2003                                                             | 1 ديسمبر 2007                                                            | [ 6 ]                                                                    |
| 15                                                                       | 15                                                                       | «انعدام الرؤية: تحطم الشارينغان» "شيكاي زيرو نو تاتاكاي - شارينغان كوزوشي" (視界ゼロの戦い·写輪眼崩し)                                                                                          | 25-26                                                                    | 16 يناير 2003                                                            | 8 ديسمبر 2007                                                            | [ 6 ]                                                                    |
| 16                                                                       | 16                                                                       | «الختم المكسور» "كايهوساريتا فوين" (解放された封印) | 26-27                                                                    | 23 يناير 2003                                                            | 15 ديسمبر 2007                                                           | [ 7 ]                                                                    |
| 17                                                                       | 17                                                                       | «التاريخ الأبيض: الطموح المخفي» "شيروي كاكو - هيميتا أوموي" (白い過去·秘めた想い) | 28-30                                                                    | 30 يناير 2003                                                            | 22 ديسمبر 2007                                                           | [ 7 ]                                                                    |
| 18                                                                       | 18                                                                       | «الأسلحة المعروفة باسم الشينوبي» "شينوبي تو إيو نا نو دوغو" (忍という名の道具) | 31-32                                                                    | 6 فبراير 2003                                                            | 29 ديسمبر 2007                                                           | [ 7 ]                                                                    |
| 19                                                                       | 19                                                                       | «الشيطان في الثلج» "زابوزا يوكي ني تشيرو" (ザブザ雪に散る...) | 32-33                                                                    | 13 فبراير 2003                                                           | 5 يناير 2008                                                             | [ 7 ]                                                                    |
| اختبارات التشونين (中忍試験 تشونين شيكِن)                                 |                                                                          | |                                                                          |                                                                          |                                                                          |                                                                          |
| 20                                                                       | 20                                                                       | «بداية فصل جديد: اختبار التشونين!» "شينشو توتسونيو! تشونين شيكين داتِّيبايو" (新章突入!中忍試験だってばよ)                                                                                        | 34                                                                       | 20 فبراير 2003                                                           | 12 يناير 2008                                                            | [ 7 ]                                                                    |
| 21                                                                       | 21                                                                       | «عرِّف نفسك: منافسون أقوياء جدد» "نانوري! أراواريتا كيوتيكي تاتشي!!" (名乗れ!現れた強敵たち!!) | 35-36                                                                    | 27 فبراير 2003                                                           | 19 يناير 2008                                                            | [ 8 ]                                                                    |
| 22                                                                       | 22                                                                       | «تحدي التشونين: روك لي ضد ساسوكي!» "كياي هياكو-نيجو باسينتو ناو دي روكُّو نا تشوسينجو!" (気合い120% ナウでロックな挑戦状!)                                                                        | 37-38                                                                    | 6 مارس 2003                                                              | 26 يناير 2008                                                            | [ 8 ]                                                                    |
| 23                                                                       | 23                                                                       | «هزيمة الغينين! ظهور الناشئين التسعة» "كيتشيراسي رايبارو! روكي ناين زينئين شوغو" (蹴散らせライバル!新人9人全員集合)                                                                             | 38-40                                                                    | 13 مارس 2003                                                             | 2 فبراير 2008                                                            | [ 8 ]                                                                    |
| 24                                                                       | 24                                                                       | «أشعل محركاتك: بداية اختبار التشونين» "إكيناري شيكَّاكو؟ تشو-نانكان نو دايتشي شيكين" (いきなり失格?超難関の第一試験)                                                                              | 40-42                                                                    | 20 مارس 2003                                                             | 9 فبراير 2008                                                            | [ 8 ]                                                                    |
| 25                                                                       | 25                                                                       | «السؤال العاشر: كل شيء أو لا شيء» "ديتاتوكو شوبو! فانباريدوكورو نو جو مونمي" (出たとこ勝負!踏ん張りどころの10問目)                                                                              | 43-44                                                                    | 27 مارس 2003                                                             | 16 فبراير 2008                                                           | [ 8 ]                                                                    |
| 26                                                                       | 26                                                                       | «التقرير الخاص: بث مباشر من غابة الموت» "زيتَّاي هيكين! شي نو موري تشوكوسين روبو! كونوها نو غاكِّيو شينبون دا كوري!" (絶対必見!死の森直前ルポ!木ノ葉の学級新聞だコレ!)                              | حصرية                                                                    | 2 أبريل 2003                                                             | 23 فبراير 2008                                                           | [ 9 ]                                                                    |
| 27                                                                       | 27                                                                       | «بدأ الامتحان الثاني! كل من حولنا أعداء!» اختبار التشونين المرحلة الثانية: غابة الموت "دايني شيكين سوتاتو! ماواري وا مينَّا تيكي داراكي!" (第二試験スタート!周りはみんな敵だらけ!)                | 45-46                                                                    | 2 أبريل 2003                                                             | 8 مارس 2008                                                              | [ 9 ]                                                                    |
| 28                                                                       | 28                                                                       | «ستأكل أو تُأكل» كل أو تُأكل: الذعر في الغابة "كو كا كواريرو كا! إسا ني ناتَّا ناروتو" (喰うか喰われるか!エサになったナルト)                                                                        | 46-47                                                                    | 9 أبريل 2003                                                             | 15 مارس 2008                                                             | [ 9 ]                                                                    |
| 29                                                                       | 29                                                                       | «الهجوم المضاد! لن أهرب أبدًا!» هجوم ناروتو المضاد: لا للاستسلام! "ناروتو هانغيكي! نيغينينداتِّيبايو!" (ナルト反撃!逃げねーんだってばよ!)                                                          | 48-49                                                                    | 16 أبريل 2003                                                            | 15 يونيو 2008                                                            | [ 9 ]                                                                    |
| 30                                                                       | 30                                                                       | «الصحوة! انطلاق مهارة لهب التنين!» إنعاش الشارينغان: تقنية لهب التنين! "يوميغايري شارينغان! هيسَّاتسو: كاتون ريوكا نو جتسو!" (蘇れ写輪眼!必殺·火遁龍火の術!)                                      | 49-50                                                                    | 23 أبريل 2003                                                            | 19 يونيو 2008                                                            | [ 9 ]                                                                    |
| 31                                                                       | 31                                                                       | «مشاعر كبير الحواجب! سأدافع عنكِ حتى لآخر لحظة» تعهُّد ذي الحاجبين: حب الحياة والحماية "غيكي مايو بوراتونيكُّو! بوكو وا شينو مادي أناتا أو ماموره!!" (激まゆプラトニック!僕は死ぬまでアナタを守る!!) | 50-52                                                                    | 30 أبريل 2003                                                            | 22 يونيو 2008                                                            | [ 10 ]                                                                   |
| 32                                                                       | 32                                                                       | «تفتح زهرة الكرز» براعم ساكورا "ساكرا ساكو! كيتسوي نو أوشيرو سوغاتا" (サクラ咲く!決意の後ろ姿)                                                                                                  | 53-54                                                                    | 7 مايو 2003                                                              | 26 يونيو 2008                                                            | [ 10 ]                                                                   |
| 33                                                                       | 33                                                                       | «التشكيل القوي والصراع الأقوى» تشكيلة المعركة: إينو-شيكا-شو! "موتيكي نو فوميشون! إينوشيكاتشو!!" (無敵のフォーメーション!いのシカチョウ!!)                                                       | 55-56                                                                    | 14 مايو 2003                                                             | 29 يونيو 2008                                                            | [ 10 ]                                                                   |
| 34                                                                       | 34                                                                       | «الصدمة والقدرة» ارتجاف أكامارو: قوة غارا القاسية! "أكامارو بيكُّوري! غارا، كيوي نو جيتسوريوكو" (赤丸ビックリ!我愛羅, 驚異の実力)                                                                 | 57-59                                                                    | 21 مايو 2003                                                             | 3 يوليو 2008                                                             | [ 10 ]                                                                   |
| 35                                                                       | 35                                                                       | «اختلاس النظر ممنوع! سر المخطوطة» "نوزوكيمي غينكين! ماكيمونو نو هيميتسو" (のぞき見厳禁!巻き物の秘密)                                                                                            | 60-61                                                                    | 28 مايو 2003                                                             | 6 يوليو 2008                                                             | [ 10 ]                                                                   |
| 36                                                                       | 36                                                                       | «قتال السراب المتعدد! أنا البطل الرئيسي!» نسخة ظل ضد نسخة ظل: نسختي أفضل من نسختك! "بونشين تايكِتسو! أوري غا شوياكو داتيبايو" (分身対決!オレが主役だってばよ!)                                   | 62-63                                                                    | 4 يونيو 2003                                                             | 10 يوليو 2008                                                            | [ 11 ]                                                                   |
| 37                                                                       | 37                                                                       | «اكتمال الامتحان الثاني! الناشئون التسعة كلهم هنا!» النجاة من الجرح: الناشئون التسعة معاً مجددًا! "دايني شيكِن توبَّا! سيزوروي روكي ناين!" (第二試験突破!勢ぞろいルーキーナイン!)                    | 63-65                                                                    | 11 يونيو 2003                                                            | 13 يوليو 2008                                                            | [ 11 ]                                                                   |
| 38                                                                       | 38                                                                       | «نجاح نصف العدد! معركة لم تكن على البال!» تقليص الميدان: استئصال الموت المفاجئ! "غوكاكوشا نيبون نو إتشي!؟ إكيناري شياي داتيبايو!!" (合格者二分の一!?イキナリ試合だってばよ!!)                   | 65-66                                                                    | 18 يونيو 2003                                                            | 17 يوليو 2008                                                            | [ 11 ]                                                                   |
| 39                                                                       | 39                                                                       | «غيرة عريض الحواجب! ولادة انقضاض الوشق!» غيرة ذي الحاجبين: إطلاق عنان وابل الأسود! "غيجي مايو جيراشي! "شيشي رِندان" تانجو" (ゲジまゆジェラシー!「獅子連弾」誕生!)                                | 67-69                                                                    | 2 يوليو 2003                                                             | 20 يوليو 2008                                                            | [ 11 ]                                                                   |
| 40                                                                       | 40                                                                       | «موقف محرج! مواجهة لا مفر منها» كاكاشي وأورتشيمارو: وجهًا لوجه! "إسشوكو سوكوهاتسو!! كاكاشي فاساسو أوروتشيمارو" (一触即発!!カカシVS大蛇丸)                                                        | 69-70                                                                    | 9 يوليو 2003                                                             | 23 يوليو 2008                                                            | [ 11 ]                                                                   |
| 41                                                                       | 41                                                                       | «مواجهة بين فتاتين! إنهما جادتان في القتال» قعقعة كونيوتشي: المنافسون يصبحون جادين! "رايبارو غيكيتوتسو! أوتوميغوكورو وا هونكي مودو" (ライバル激突!オトメ心は本気モード)                         | 70-71                                                                    | 16 يوليو 2003                                                            | 27 يوليو 2008                                                            | [ 12 ]                                                                   |
| 42                                                                       | 42                                                                       | «أفضل معركة وسوف ترون!» المعركة النهائية: تشا! "بِستو باتورو وا شانَّارو" (ベストバトルはしゃーんなろー!!)                                                                                         | 72-73                                                                    | 23 يوليو 2003                                                            | 30 يوليو 2008                                                            | [ 12 ]                                                                   |
| 43                                                                       | 43                                                                       | «فتاتان جديدتان ومعركة حامية لفتيات النينجا» الكونيوتشي القاتلة والمتزعزع شيكامارو "شيكامارو تاجيتاجي!؟ كونويتشي-تاتشي نو أتسوكي تاتاكاي" (シカマルタジタジ!?くの一達の熱き戦い)                | 73-74                                                                    | 30 يوليو 2003                                                            | 3 أغسطس 2008                                                             | [ 12 ]                                                                   |
| 44                                                                       | 44                                                                       | «الدخول في القتال! من هو الخاسر سنرى» إطلاق عنان أكامارو! من الكلب الأفضل الآن؟ "أكامارو سانسِن! ماكينو وا دوتشي دا" (赤丸参戦!!負け犬はどっちだ?)                                               | 75-76                                                                    | 6 أغسطس 2003                                                             | 6 أغسطس 2008                                                             | [ 12 ]                                                                   |
| 45                                                                       | 45                                                                       | «الخجل! صدمة الجميع، البطاقة الرابحة» هجوم مفاجئ! سلاح ناروتو السري! "هيناتا سيكيمِن! كانكياكو أنغوري، ناروتو نو أوكو نو تي" (ヒナタ赤面! 観客あんぐり, ナルトの奥の手)                          | 76-77                                                                    | 13 أغسطس 2003                                                            | 10 أغسطس 2008                                                            | [ 12 ]                                                                   |
| 46                                                                       | 46                                                                       | «انطلاقة جديدة! تجاوز الخجل وقبول التحدي» معركة البياكوغان: هيناتا تصبح جريئة "بياكوغان كايغِن!! أوتشيكي نا هيناتا نو دايتان كِتسوي!" (白眼開眼!!内気なヒナタの大胆決意!)                         | 78-79                                                                    | 20 أغسطس 2003                                                            | 13 أغسطس 2008                                                            | [ 13 ]                                                                   |
| 47                                                                       | 47                                                                       | «أمام عيني من أحترمه» فشل يقف عاليًا! "أكوغاري نو هيتو نو مي نو ماي دي!!" (憧れの人の目の前で!!)                                                                                                 | 79-81                                                                    | 27 أغسطس 2003                                                            | 17 أغسطس 2008                                                            | [ 13 ]                                                                   |
| 48                                                                       | 48                                                                       | «الانتصار! قوة وانفجار عزيمة» غارا ضد روك لي: تفجر قوة الشباب! "غارا فونساي!! واكاسا دا! باوا دا! باكوهاتسو دا!" (我愛羅粉砕!!若さだ!パワーだ!爆発だ!)                                          | 81-83                                                                    | 3 سبتمبر 2003                                                            | 20 أغسطس 2008                                                            | [ 13 ]                                                                   |
| 49                                                                       | 49                                                                       | «المتسرع! انطلاق المهارة الممنوعة القصوى!» قوة لي المخفية: التقنية السرية المحرمة! "نيكِّتسو أوتشيكوبوري! تسويني ساكورِتسو، كيندان نو أوغي!" (熱血落ちこぼれ!遂に炸裂, 禁断の奥義!)                | 83-85                                                                    | 10 سبتمبر 2003                                                           | 24 أغسطس 2008                                                            | [ 13 ]                                                                   |
| 50                                                                       | 50                                                                       | «أحسنت يا بطل! هكذا يجب أن يكون الرجال!» البوابة الخامسة: ميلاد نينجا رائع! "آ روكو! كوري غا أوتوكو نو إكيزاما يو!!" (嗚呼ロック·リー!これが男の生き様よ!!)                                     | 85-87                                                                    | 17 سبتمبر 2003                                                           | 27 أغسطس 2008                                                            | [ 13 ]                                                                   |
| 51                                                                       | 51                                                                       | «ظل يتحرك في الظلام: خطر يقترب من ساسوكي» "يامي ني أوغوميكو كاغي ساسوكي ني سِمارو كيكي!" (闇にうごめく影 サスケに迫る危機)                                                                       | 87-89                                                                    | 24 سبتمبر 2003                                                           | 31 أغسطس 2008                                                            | [ 14 ]                                                                   |
| 52                                                                       | 52                                                                       | «المدرب المشاكس! لن أسمح بالأفعال غير اللائقة!» عودة إيبسو: أصعب تمرينات ناروتو مطلقًا! "إيبسو فوتاتابي! هارِنتشي وا واتاشي غا يوروشيماسِن زو!" (エビス再び!ハレンチは私が許しませんぞ!)           | 89-90                                                                    | 1 أكتوبر 2003                                                            | 3 سبتمبر 2008                                                            | [ 14 ]                                                                   |
| 53                                                                       | 53                                                                       | «بعد غياب طويل! عودة جيرايا!» "أياشيباراكو! إرو-سينِّين توجو!" (あいやしばらく!エロ仙人登場!) | 91-92                                                                    | 8 أكتوبر 2003                                                            | 16 مارس 2010                                                             | [ 14 ]                                                                   |
| 54                                                                       | 54                                                                       | «مهارة الاستدعاء: الدرس الأول من جيرايا» تقنية الاستدعاء: حكمة حكيم الضفادع! "إرو-سينِّين جيكيدِن كوتشيوسي نو جِتسو داتِّبايو!!" (エロ仙人直伝 口寄せの術だってばよ!!)                                | 91-92                                                                    | 15 أكتوبر 2003                                                           | 23 مارس 2010                                                             | [ 14 ]                                                                   |
| 55                                                                       | 55                                                                       | «إحساس بالألم وزهرة مملوءة بالأمل» إحساس الشوق، زهرة مليئة بالأمل "سِتسوناي أوموي نِغاي أو كوميتا إتشيرين!" (切ない想い 願いを込めた一輪)                                                         | 92-93                                                                    | 29 أكتوبر 2003                                                           | 30 مارس 2010                                                             | [ 14 ]                                                                   |
| 56                                                                       | 56                                                                       | «هي الحياة أو الموت! كل شيء أو لا شيء» حياة أو موت! خاطر بكل شيء لتفز بكل شيء "سي كا شي كا!؟ مِنكيوكايدِن وا إنوتشيغاكي!" (生か死か!?免許皆伝は命懸け!)                                           | 94-95                                                                    | 29 أكتوبر 2003                                                           | 6 أبريل 2010                                                             | [ 16 ]                                                                   |
| 57                                                                       | 57                                                                       | «طار فقفز فغطس! تعرَّفوا زعيم الضفادع!» إنه يطير! إنه يقفز! إنه يتخفى! ظهور زعيم الضفادع! "توندا! هانيتا! موغوتَّا! غاما أويابون توجو!!" (飛んだ!跳ねた!潜った!ガマ親分登場!!)                      | 95-96                                                                    | 5 نوفمبر 2003                                                            | 13 أبريل 2010                                                            | [ 16 ]                                                                   |

### الموسم الثاني (2003-2004)
| الإجمالي                                    | الإجمالي | عنوان الحلقة | فصول المانغا | تاريخ العرض الأصلي | تاريخ العرض العربي | مرجع   |
| المسلسل                                     | الموسم   | عنوان الحلقة | فصول المانغا | تاريخ العرض الأصلي | تاريخ العرض العربي | مرجع   |
| ------------------------------------------- | -------- | --- | ------------ | ------------------ | ------------------ | ------ |
| 58                                          | 58       | «يد الشر تقترب! هدفها غرفة في المشفى» المستشفى محاصرة: اكتشاف اليد الشريرة! "شينوبيورو ما نو تي! نيراواريتا بيوشيتسو" (しのび寄る魔の手!狙われた病室)                                                                       | 96-97        | 12 نوفمبر 2003     | 20 أبريل 2010      | [ 16 ] |
| 59                                          | 59       | «الركض مع القفز والملاحقة، بدأت المباريات النهائية» الجولات النهائية: الاندفاع نحو حلبة المعركة! "مو رِتسو مو تسوي مو داسشو هانسِن كايشي داتِّبايو" (モー烈 モー追 モーダッシュ 本選開始だってばよ)                             | 98           | 19 نوفمبر 2003     | 27 أبريل 2010      | [ 16 ] |
| 60                                          | 60       | «البياكوغان في وجه السراب المتعدد! سأفوز بلا ريب!» البياكوغان ضد نسخة ظل "بياكوغان باساسو كاغي بونشين! أوري وا زيتِّي كاتسو!!" (白眼VS影分身!オレはゼってー勝つ!!)                                                            | 99-100       | 26 نوفمبر 2003     | 4 مايو 2010        | [ 16 ] |
| 61                                          | 61       | «لا نقطة عمياء! دفاع مطلق آخر» الدفاع المطلَق: النقطة العمياء! "شيكاكو زيرو! مو هيتوتسو نو زيتَّاي بوغيو" (死角ゼロ!もうひとつの絶対防御)                                                                                      | 100-102      | 3 ديسمبر 2003      | 11 مايو 2010       | [ 17 ] |
| 62                                          | 62       | «قوة الدون الحقيقية!» قوة فشل حقيقية "أوتشيكوبوري نو سوكوجيكارا!" (落ちこぼれの底力!) | 103-105      | 10 ديسمبر 2003     | 18 مايو 2010       | [ 17 ] |
| 63                                          | 63       | «رسوب؟! خطر! تقديم الجدول إلى الأمام!» فز أو انسحب: تعقُّد الجولات النهائية! "شيكَّاكو!؟ كيكِن! مايداوشي! هارانبوكومي نو دايهوسِن!" (失格!?キケン!前倒し!波乱含みの大本戦)                                                        | 105-106      | 17 ديسمبر 2003     | 25 مايو 2010       | [ 17 ] |
| 64                                          | 64       | «ما أحلى الغيوم... شخص لا دافع لديه» حافز معدوم: الرجل ذو سحابة الحسد! "كومو وا إي نا... ياروكي زيرو نو أتوكو" (雲はいいなあ...やる気ゼロの男)                                                                              | 106-108      | 24 ديسمبر 2003     | 1 يونيو 2010       | [ 17 ] |
| 65                                          | 65       | «عندما ترقص ورقة الشجر! ويطير الرمل» الورقة الراقصة، الرمال المتلوية "غيكيتوتسو! كونوها ماي سونا أوغوميكو توكي" (激突!木ノ葉舞い砂うごめく瞬間)                                                                             | 109-110      | 31 ديسمبر 2003     | 8 يونيو 2010       | [ 17 ] |
| 66                                          | 66       | «مهارة عريض الحواجب! أسلوب متميز!» تقنية ذي الحاجبين: أسلوب ساسوكي! "أراشي أو يوبو أتوكو!! ساسوكي نو غيجيمايو-ريو تايجِتسو!" (嵐を呼ぶ男!!サスケのゲジマユ流体術!)                                                           | 111-112      | 14 يناير 2004      | 15 يونيو 2010      | [ 18 ] |
| 67                                          | 67       | «السبب الحقيقي للتأخر! ظهور المهارة السرية!» متأخر في العرض، لكن مستعد للذهاب! ميلاد التقنية السرية المطلقة! "داتي ني أوكوريتا واكي جا ناي! كيوكيوكو أوغي - تشيدوري تانجو!!" (だてに遅れたわけじゃない!究極奥義·千鳥誕生!!) | 112-114      | 14 يناير 2004      | 22 يونيو 2010      | [ 18 ] |
| تحطيم قرية الورق (木ノ葉崩し كونوها كوزوشي) |          | |              |                    |                    |        |
| 68                                          | 68       | «بدأ تدمير ورقة الشجر!» ساعة الصفر! بداية تدمير قرية الورق المخفية! ""كونوها كوزوشي" شيدو!" (「木ノ葉崩し」始動!) | 115-116      | 28 يناير 2004      | 29 يونيو 2010      | [ 18 ] |
| 69                                          | 69       | «كنت أتحرَّق شوقًا! مهمة من المستوى الأول!!» القرية في محنة: مهمة جديدة من الدرجة "أ"! "ماتِّماشيتا! إيه-رانكو نينمو داتِّبايو!!" (待ってました!Aランク任務だってばよ!!)                                                           | 117-118      | 4 فبراير 2004      | 6 يوليو 2010       | [ 18 ] |
| 70                                          | 70       | «أشد الناس جبنًا، لا بد أن نفعل ذلك!» نداء متهرب للعمل: لا تهاجم مزيدًا! "نيغيغوشي نانبا وان مِندوكوسي~ غا ياروكيا ني" (逃げ腰NO.1 めんどくせーがやろっきゃねえ!!)                                                             | 118-119      | 11 فبراير 2004     | 13 يوليو 2010      | [ 18 ] |
| 71                                          | 71       | «يصعب الوصف! معركة من مستوى الشهاب» مبارة لا مثيل لها: معركة الهوكاغي الملكية! "كوكون موسو! "هوكاغي" تو إيو ريبيرو نو تاتاكاي" (古今無双!「火影」というレベルの戦い)                                                        | 120-121      | 18 فبراير 2004     | 20 يوليو 2010      | [ 19 ] |
| 72                                          | 72       | «غلطة الشهاب، الوجه الحقيقي تحت القناع» خطأ من الماضي: وجه يُكشَف! "هوكاغي نو أياماتشي كامِن ني شيتا نو سوغاو" (火影の過ち 仮面の下の素顔)                                                                                     | 121-122      | 25 فبراير 2004     | 27 يوليو 2010      | [ 19 ] |
| 73                                          | 73       | «المهارة الممنوعة! خاتم الطاقة الثابت» التقنية السرية المحرمة: ختم إعادة الإحياء! "كينجِتسو أوغي! "شيكي فوجين"" (禁術奥義!「屍鬼封尽」)                                                                                      | 123-124      | 3 مارس 2004        | 3 أغسطس 2010       | [ 19 ] |
| 74                                          | 74       | «الصدمة! حقيقة غارا» الحقيقة المذهلة: بروز هوية غارا! "كيوغاكو! غارا نو شوتاي" (驚愕!我愛羅の正体) | 125-126      | 10 مارس 2004       | 10 أغسطس 2010      | [ 19 ] |
| 75                                          | 75       | «تجاوز الحد... قرار ساسوكي!!» قرار ساسوكي: الدفع إلى الحافة! "غِنكاي أو كويتي... ساسوكي نو كِتسودان!!" (月夜の暗殺者) | 127-128      | 17 مارس 2004       | 17 أغسطس 2010      | [ 19 ] |
| 76                                          | 76       | «قاتل في منتصف الليل» قاتل الليل المقمر "تسوكيو نو أنساتسوشا" (月夜の暗殺者) | 129-130      | 24 مارس 2004       | 24 أغسطس 2010      | [ 20 ] |
| 77                                          | 77       | «اللقاء المهم، سأنقذ الجميع» الضوء ضد الظلام: وجها غارا "هيكاري تو يامي غارا تو إيو نا" (光と闇 我愛羅という名) | 131-132      | 31 مارس 2004       | 31 أغسطس 2010      | [ 20 ] |
| 78                                          | 78       | «انفجار! هذه هي ملحمة النينجا!!» كتيب النينجا لناروتو "باكو! كوري زو ناروتو نينبوتشو~~!!" (爆発!これぞナルト忍法帖〜〜っ!!)                                                                                                 | 133-135      | 7 أبريل 2004       | 7 سبتمبر 2010      | [ 20 ] |
| 79                                          | 79       | «تحطيم الحدود! نهاية المعركة» ما وراء حدود الظلام والضوء "ريميتُّو بوتشيغيري! ~هيكاري تو يامي~" (リミットぶっちぎり! 〜光と闇〜)                                                                                              | 136-137      | 14 أبريل 2004      | 14 سبتمبر 2010     | [ 20 ] |
| 80                                          | 80       | «الشهاب الثالث، للأبد» الهوكاغي الثالث، للأبد... "ساندايمي يو، توا ني......!!" (三代目よ, 永久に......!!) | 138-139      | 21 أبريل 2004      | 21 سبتمبر 2010     | [ 20 ] |
| البحث عن تسونادي (綱手探索 تسونادي تانساكو) |          | |              |                    |                    |        |
| 81                                          | 81       | «عودة ضباب الفجر» عودة ضباب الصباح "أساغيري نو كيكيو" (朝霧の帰郷) | 140-141      | 28 أبريل 2004      | 28 سبتمبر 2010     | [ 21 ] |
| 82                                          | 82       | «قتال الشارينغان العنيف» وجهًا لوجه: الشارينغان ضد الشارينغان! "شارينغان تاي شارينغان!!" (写輪眼VS写輪眼!!) | 142-143      | 5 مايو 2004        | 5 أكتوبر 2010      | [ 21 ] |
| 83                                          | 83       | «رحلة وطعام كثير» جيرايا: كارثة ناروتو المحتملة! "أو، نو~! جيرايا نو جونان، ناروتو نو ساينان" (おお, のォ〜っ!自来也の女難, ナルトの災難)                                                                                   | 143-144      | 12 مايو 2004       | 12 أكتوبر 2010     | [ 21 ] |
| 84                                          | 84       | «الانفجار العنيف والغضب الشديد» الزئير، التشيدوري! شقيق ضد شقيق! "أوناري تشيدوري، هويرو ساسوكي!" (唸れ千鳥 吠えろサスケ!)                                                                                                   | 145-146      | 19 مايو 2004       | 19 أكتوبر 2010     | [ 21 ] |
| 85                                          | 85       | «الحقد والكراهية، وصية مجرم» الكراهية بين الأوتشيها: نهاية العشيرة! "أوروكانارو أوتوتو يو أورامي، نيكومي!" (愚かなる弟よ 恨め, 憎め!)                                                                                       | 147-148      | 26 مايو 2004       | 26 أكتوبر 2010     | [ 21 ] |
| 86                                          | 86       | «البحث عن القوة، سأكون أقوى» بداية تمرين جديد: سأصبح قويًا! "شوغيو كايشي، أوري وا زيتِّي تسويوكو نارو!" (修行開始 オレはぜってー強くなる!)                                                                                     | 149-150      | 2 يونيو 2004       | 2 نوفمبر 2010      | [ 22 ] |
| 87                                          | 87       | «قوة الإرادة» الاستمرار في التمرين: تفجير كرة الماء! "كونجو!!! واريرو ميزوفوسِن" (根性!!!割れろ水風船) | 151          | 9 يونيو 2004       | 9 نوفمبر 2010      | [ 22 ] |
| 88                                          | 88       | «علامة قرية ورقة الشجر على عصابة الرأس» النقطة المركزية: علامة ورقة الشجر "كونوها ماكو تو هيتاياتي" (木ノ葉マークと額当て)                                                                                                  | 152-154      | 16 يونيو 2004      | 16 نوفمبر 2010     | [ 22 ] |
| 89                                          | 89       | «خطى الشر» اختيار مستحيل: الألم داخل قلب تسونادي "هامون" (波紋) | 155-157      | 23 يونيو 2004      | 23 نوفمبر 2010     | [ 22 ] |
| 90                                          | 90       | «انفجار الغضب! تدفع الثمن غاليًا» لا يغتفر! نقص كلي في الاحترام! "إكاري باكوهاتسو! يوروسانيتِّيبايو" (怒りバクハツ!許さねーってばよ)                                                                                           | 157-158      | 7 يوليو 2004       | 30 نوفمبر 2010     | [ 22 ] |
| 91                                          | 91       | «ميراث الشهاب الأول، القلادة النادرة» الإرث: قلادة الموت "شوداي هوكاغي نو إسان شي أو يوبو كوبيكازاري" (初代火影の遺産 死を呼ぶ首飾り)                                                                                       | 159-160      | 14 يوليو 2004      | 7 ديسمبر 2010      | [ 23 ] |
| 92                                          | 92       | «نعم أو لا! جواب واحد» عرض مريب! اختيار تسونادي "يس كا نو كا! تسونادي نو كايتو" (YESかNOか!ツナデの回答) | 161-163      | 21 يوليو 2004      | 14 ديسمبر 2010     | [ 23 ] |
| 93                                          | 93       | «انهيار المفاوضات» الانهيار! إلغاء الصفقة! "كوشو كِتسورِتسو!" (交渉決裂!!) | 163-164      | 28 يوليو 2004      | 21 ديسمبر 2010     | [ 23 ] |
| 94                                          | 94       | «اسم الضربة الجديدة، الكرة المذهلة» هجوم! ضرواة الراسينغان! "كوراي! إكاري نو راسِنغان" (くらえ!怒りの螺旋丸) | 165-167      | 4 أغسطس 2004       | 28 ديسمبر 2010     | [ 23 ] |
| 95                                          | 95       | «الشهاب الخامس: سأسير على دربهم» الهوكاغي الخامسة! حياة على المحك! "غودايمي هوكاغي، إنوتشي أو كاكيتا تاتاكاي!" (五代目火影 命を賭けた戦い)                                                                                  | 168-169      | 11 أغسطس 2004      | 4 يناير 2011       | [ 23 ] |
| 96                                          | 96       | «معركة ثلاثية الأطراف» المأزق! مواجهة السانين الحاسمة! "سانسوكومي نو تاتاكاي" (三すくみの戦い) | 170-171      | 18 أغسطس 2004      | 18 يناير 2011      | [ 24 ] |
| 97                                          | 97       | «الاستراحة في الينبوع الحار» الاختطاف! مغامرة ناروتو في الينابيع الساخنة! "ناروتو نو يوكيموري تشيندوتشو" (ナルトの湯けむり珍道中)                                                                                           | حصرية        | 18 أغسطس 2004      | 18 يناير 2011      | [ 24 ] |
| 98                                          | 98       | «انسَ أنك من النينجا» تحذير تسونادي: لا نينجا للأبد "نينجا أو ياميرو! تسونادي نو تسوكوكو" (忍者を辞めろ!ツナデの通告) | 172-173      | 25 أغسطس 2004      | 25 يناير 2011      | [ 24 ] |
| 99                                          | 99       | «الإرادة القوية تتجدد» إرادة النار ستظل مشتعلة "هي نو إشي أو تسوغو مونو" (火の意志を継ぐもの) | حصرية        | 1 سبتمبر 2004      | 1 فبراير 2011      | [ 24 ] |
| 100                                         | 100      | «علاقة الأستاذ والطالب المندفعين، عندما يرسم الرجال طريق النينجا» المدرب والتلميذ: رابطة الشينوبي "نيكِّتسو شيتيه نو كيزونا ~أوتوكو غا نيندو أو تسورانوكو توكو~" (熱血師弟の絆〜男が忍道を貫くとき〜)                         | 179-180      | 8 سبتمبر 2004      | 8 فبراير 2011      | [ 24 ] |

### الموسم الثالث (2004-2005)
| الإجمالي                                                                | الإجمالي    | عنوان الحلقة | فصول المانغا | تاريخ العرض الأصلي | تاريخ العرض العربي | مرجع        |
| المسلسل                                                                 | الموسم      | عنوان الحلقة | فصول المانغا | تاريخ العرض الأصلي | تاريخ العرض العربي | مرجع        |
| حلقة مستقلة                                                             | حلقة مستقلة | حلقة مستقلة | حلقة مستقلة  | حلقة مستقلة        | حلقة مستقلة        | حلقة مستقلة |
| ----------------------------------------------------------------------- | ----------- | --- | ------------ | ------------------ | ------------------ | ----------- |
| 101                                                                     | 101         | «أريد أن أرى ما تحت هذا القناع، شكل الأستاذ كاكاشي الحقيقي» يجب أن أرى! يجب أن أعرف! وجه المدرب كاكاشي الحقيقي! "ميتاي، شيريتاي، تاشيكاميتاي كاكاشي-سِنسيه نو سوغاو" (見たい, 知りたい, 確かめたい カカシ先生の素顔) | حصرية        | 15 سبتمبر 2004     | 15 فبراير 2011     | [ 25 ]      |
| مرافقة بعثة بلد الشاي (茶の国要人警護任務 تشا نو كوني يوجين كيغو نينمو) |             | |              |                    |                    |             |
| 102                                                                     | 102         | «مهمة جديدة: مساعدة صديق في بلد الشاي» مهمة: مساعدة صديق قديم من أرض الشاي "إزا شين نينمو غيري تو نينجو تو تشاكوكو أو سوكوي!" (いざ新任務 義理と人情と茶国を救え!)                                                  | حصرية        | 22 سبتمبر 2004     | 22 فبراير 2011     | [ 25 ]      |
| 103                                                                     | 103         | «الغرق! مؤامرة في أعماق الدوامة البحرية» انطلاق السباق! مشكلة في أعالي البحار! "ناروتو غيكيتشين!؟ إنباو أوزوماكو أونابارا" (ナルト撃沈!?陰謀うずまく大海原)                                                         | حصرية        | 29 سبتمبر 2004     | 1 مارس 2011        | [ 25 ]      |
| 104                                                                     | 104         | «اركض! على الجزيرة نداء للعاصفة» اركض! جزيرة ناغي تنتظر! "هاشيري إداتي! أراشي أو يوبي هاران نو ناغيتو" (走れイダテ!嵐を呼ぶ波乱のナギ島!!)                                                                          | حصرية        | 13 أكتوبر 2004     | 8 مارس 2011        | [ 25 ]      |
| 105                                                                     | 1           | «قبيل الهدف! برق حارق يشعل اللهب» معركة عنيفة من الرعد المتدحرج! "غورو تشوكوزِن! رايميه تودوروكو دايغيكيتو" (ゴール直前!雷鳴とどろく大激闘)                                                                          | حصرية        | 20 أكتوبر 2004     | 16 مايو 2011       | [ 25 ]      |
| 106                                                                     | 2           | «هل ستصل! الاندفاع الأخير» الساق الأخيرة: آخر عمل يائس "تودوكو كا إداتي! شونِن نو راسوتو سوباتو!!" (届くかイダテ!執念のラストスパート!!)                                                                             | حصرية        | 27 أكتوبر 2004     | 18 مايو 2011       | [ 27 ]      |
| مهمة استعادة ساسوكي (サスケ奪回任務 ساسكي داكَّاي نينمو)                  |             | |              |                    |                    |             |
| 107                                                                     | 3           | «أريد أن أقاتلك! أخيرًا نزال بين ناروتو وساسوكي» بداية المعركة: ناروتو ضد ساسوكي "أوماي تو تاتاكايتاي! تسويني غيكيتوتسو ساسوكي تاي ناروتو" (オマエと戦いたい!ついに激突 サスケVSナルト)                              | 173-175، 184 | 3 نوفمبر 2004      | 23 مايو 2011       | [ 27 ]      |
| 108                                                                     | 4           | «الشق الخفي» منافسون مريرون وروابط مكسورة "ميناي كيريتسو" (見えない亀裂) | 176-177      | 10 نوفمبر 2004     | 25 مايو 2011       | [ 27 ]      |
| 109                                                                     | 5           | «دعوة الصوت» "أوتو نو إزاناي" (音の誘い) | 178-181      | 17 نوفمبر 2004     | 30 مايو 2011       | [ 27 ]      |
| 110                                                                     | 6           | «الفريق الخماسي» التشكيلة! فريق استعادة ساسوكي! "كيسيه! تيبِّكي فوميشون" (結成!鉄壁のフォーメーション) | 182-183      | 24 نوفمبر 2004     | 1 يونيو 2011       | [ 27 ]      |
| 111                                                                     | 7           | «المواجهة الأولى، الصوت في وجه ورقة الشجر» الصوت ضد الورق "سيسشوكو ~أوتو يونينشو نو جيتسوريوكو~" (接触〜音四人衆の実力〜)                                                                                           | 184-186      | 24 نوفمبر 2004     | 6 يونيو 2011       | [ 28 ]      |
| 112                                                                     | 8           | «شجار مرير وخطر كبير» تمرد الفريق: انهيار كل شيء! "إكيناري ناكاماواري!؟ شيكامارو شوتاي دايبينتشي" (イキナリ仲間割れ!?シカマル小隊大ピンチ)                                                                          | 186-187      | 1 ديسمبر 2004      | 8 يونيو 2011       | [ 28 ]      |
| 113                                                                     | 9           | «الطاقة القصوى! اشتعل يا شوجي» قوة الخنق الكاملة! تشوجي المشتعل! "باوا زِنكاي! مويرو تشوجي" (パワー全開!燃えろチョウジ)                                                                                              | 188-189      | 8 ديسمبر 2004      | 13 يونيو 2011      | [ 28 ]      |
| 114                                                                     | 10          | «وداعًا يا صديقي! إنني أثق بك» الوداع يا صديقي القديم! سأؤمن بك دائمًا! "سارابا تومو يو...! سوريدِمو أوري وا شينجيتيرو" (さらば友よ...!それでもオレは信じてる)                                                         | 189-191      | 15 ديسمبر 2004     | 15 يونيو 2011      | [ 28 ]      |
| 115                                                                     | 11          | «أنا خصمك يا هذا، فاستعد!» خصمك هو أنا! "أوماي نو أيتي وا كونو أوري دا!" (お前の相手はこのオレだ!) | 191-193      | 22 ديسمبر 2004     | 20 يونيو 2011      | [ 28 ]      |
| 116                                                                     | 12          | «كشف السر» 360 درجة من الرؤية: نقطة البياكوغان العمياء! "شيكاي سانبياكو-روكوجو دو، بياكوغان نو شيكاكو" (視界360度 白眼の死角)                                                                                       | 194-195      | 5 يناير 2005       | 22 يونيو 2011      | [ 29 ]      |
| 117                                                                     | 13          | «لا مجال للخسارة» "ماكيرارِناي ريو" (負けられない理由) | 196-198      | 5 يناير 2005       | 27 يونيو 2011      | [ 29 ]      |
| 118                                                                     | 14          | «استعيدوه، البرميل الذي لم ندركه» وصول الوعاء المتأخر جدًا "داكَّان ~ ما ني أواناكاتَّا أوتسوا" (奪還〜間に合わなかった器)                                                                                               | 198-199      | 12 يناير 2005      | 29 يونيو 2011      | [ 29 ]      |
| 119                                                                     | 15          | «الخطأ! عدو جديد» تقدير خاطئ: ظهور عدو جديد! "شيسَّاكو! أراتانارو تيكي" (失策!新たなる敵) | 200-202      | 19 يناير 2005      | 6 يوليو 2011       | [ 29 ]      |
| 120                                                                     | 16          | «قمة الاتحاد» زئير وعواء! الفريق الثنائي المطلق "أوناري! هويرو! كيوكيوكو نو تاغُّو" (唸れ!吠えろ!究極のタッグ) | 203-204      | 2 فبراير 2005      | 8 يوليو 2011       | [ 29 ]      |
| 121                                                                     | 17          | «معركة الجميع» كل واحد لمعركته الخاصة "سوريزوري نو تاتاكاي" (それぞれの闘い) | 205-206      | 9 فبراير 2005      | 13 يوليو 2011      | [ 30 ]      |
| 122                                                                     | 18          | «زيْف! مخاطرة جديدة» وهم: عودة شيكامارو! "فيكو! أوتوكو شيكامارو كيشيكايسيه نو كاكي" (フェイク!男シカマル起死回生の賭け)                                                                                              | 207-208      | 16 فبراير 2005     | 15 يوليو 2011      | [ 30 ]      |
| 123                                                                     | 19          | «وحش الورق الوسيم!» "كونوها نو أوكي ياجو كِنزان!" (木ノ葉の碧き野獣見参!) | 209-210      | 23 فبراير 2005     | 20 يوليو 2011      | [ 30 ]      |
| 124                                                                     | 20          | «انفجر الوحش» الوحش بداخله "ياجو ساكورِتسو! هاجيكيرو فوتُّوبي تسوكينوكيرو!" (野獣炸裂!弾けろ吹っ飛べ突き抜けろ!) | 211-212      | 2 مارس 2005        | 22 يوليو 2011      | [ 30 ]      |
| 125                                                                     | 21          | «حلفاء ورقة الشجر: شينوبي قرية الرمل» "كونوها دوميكوكو سونا نو شينوبي" (木ノ葉同盟国砂の忍) | 213-215      | 9 مارس 2005        | 27 يوليو 2011      | [ 30 ]      |
| 126                                                                     | 22          | «نزال الأقوى: غارا ضد كيميارو» المواجهة: غارا ضد كيميمارو! "سايكيو تايكِتسو! غارا تاي كيميمارو!!" (最強対決!我愛羅VS君麻呂!!)                                                                                        | 215-216      | 16 مارس 2005       | 29 يوليو 2011      | [ 31 ]      |
| 127                                                                     | 23          | «خاتم الأرض» هجوم الحاقد! رقصة السرخس "شونِن نو إتشيغيكي ساوارابي نو ماي" (執念の一撃!早蕨の舞) | 216-217      | 30 مارس 2005       | 5 أغسطس 2011       | [ 31 ]      |
| 128                                                                     | 24          | «لا آذان مصغية» بكاء على أذن صماء "تودوكاناي ساكيبي" (届かない叫び) | 218-219      | 30 مارس 2005       | 7 أغسطس 2011       | [ 31 ]      |
| 129                                                                     | 25          | «أخوان من قرية واحدة» الشقيقان: البعد بين الأوتشيها "إيتاتشي تو ساسوكي توسوغيرو سونزاي" (兄と弟 遠すぎる存在) | 220-222      | 6 أبريل 2005       | 12 أغسطس 2011      | [ 31 ]      |
| 130                                                                     | 26          | «أب وابنه» الأب والابن، القمة المكسورة "تشيتشي تو كو هيبيواريتا كامون" (父と子 ひび割れた家紋) | 223-224      | 13 أبريل 2005      | 14 أغسطس 2011      | [ 31 ]      |
| 131                                                                     | 27          | «سر الشارينغان المضللة» أسرار المانغكيو شارينغان! "كايغان مانغكيو شارينغان نو هيميتسو" (開眼 万華鏡写輪眼の秘密) | 224-225      | 20 أبريل 2005      | 18 أغسطس 2015      | [ 32 ]      |
| 132                                                                     | 28          | «من أجل صداقتنا» "تومو يو!" (親友よ!) | 226-228      | 27 أبريل 2005      | 23 أغسطس 2015      | [ 32 ]      |
| 133                                                                     | 29          | «التماس أعذار للصديق» "ناميدا نو هوكو! أوماي وا أوري نو توموداتشي دا" (涙の咆哮!オマエはオレの友達だ) | 229-231      | 4 مايو 2005        | 25 أغسطس 2015      | [ 32 ]      |
| 134                                                                     | 30          | «نهاية الدموع» "ناميدا أمي نو كِتسوماتسو" (涙雨の結末) | 231-235      | 11 مايو 2005       | 30 أغسطس 2015      | [ 32 ]      |
| 135                                                                     | 31          | «لن أخلف وعدي» الوعد الذي لم أستطع الوفاء به "مامورِناكاتَّا ياكوسوكو" (守れなかった約束) | 235-238      | 18 مايو 2005       | 1 سبتمبر 2015      | [ 32 ]      |
| بعثة التحقيق في بلد حقول الأرز (田の国調査任務 تا نو كوني تشوسا نينمو)  |             | |              |                    |                    |             |
| 136                                                                     | 32          | «مهمة قصيرة جدًا» تغطية عميقة!؟ مهمة من الدرجة "إس"! "سِنِّيو سوسا!؟ تسوي ني كيتاكيتا تشو-إسو-كيو نينمو" (潜入捜査!? 遂にきたきた超S級任務)                                                                             | حصرية        | 25 مايو 2005       | 6 سبتمبر 2015      | [ 33 ]      |
| 137                                                                     | 33          | «بلدة الخارجين على القانون» بلدة من الخارجين عن القانون، ظل عشيرة فوما "موهومانو نو ماتشي فوما إتشيزوكو نو كاغي" (無法者の街 ふうま一族の影)                                                                        | حصرية        | 1 يونيو 2005       | 8 سبتمبر 2015      | [ 33 ]      |
| 138                                                                     | 34          | «إنها خيانة عابرة» خيانة نقية، وحجة عابرة! "كيوكي أوراغيري هاكاناكي نيغاي" (清き裏切り はかなき願い) | حصرية        | 8 يونيو 2005       | 13 سبتمبر 2015     | [ 33 ]      |
| 139                                                                     | 35          | «في منزل أوروتشيمارو» رعب خالص! منزل أوروتشيمارو "كيوفو! أوروتشيمارو نو ياكاتا" (恐怖!大蛇丸の館) | حصرية        | 15 يونيو 2005      | 22 سبتمبر 2015     | [ 33 ]      |
| 140                                                                     | 36          | «نبضتا قلب: فخ كابوتو» "فوتاتسو نو كودو كابوتو نو وانا" (二つの鼓動 カブトの罠) | حصرية        | 22 يونيو 2005      | 22 سبتمبر 2015     | [ 33 ]      |
| 141                                                                     | 37          | «إصرار ساكورا» "ساكورا نو كِتسوي" (サクラの決意) | 236          | 29 يونيو 2005      | 27 سبتمبر 2015     | [ 34 ]      |

### الموسم الرابع (2005-2006)
| الإجمالي                                                                                 | الإجمالي                                                | عنوان الحلقة | فصول المانغا                                            | تاريخ العرض الأصلي                                      | تاريخ العرض العربي                                      | مرجع                                                    |
| المسلسل                                                                                  | الموسم                                                  | عنوان الحلقة | فصول المانغا                                            | تاريخ العرض الأصلي                                      | تاريخ العرض العربي                                      | مرجع                                                    |
| مهمة تتبع ميزوكي (ミズキ追跡任務 ميزوكي تسويسيكي نينمو)                                  | مهمة تتبع ميزوكي (ミズキ追跡任務 ميزوكي تسويسيكي نينمو) | مهمة تتبع ميزوكي (ミズキ追跡任務 ميزوكي تسويسيكي نينمو) | مهمة تتبع ميزوكي (ミズキ追跡任務 ميزوكي تسويسيكي نينمو) | مهمة تتبع ميزوكي (ミズキ追跡任務 ميزوكي تسويسيكي نينمو) | مهمة تتبع ميزوكي (ミズキ追跡任務 ميزوكي تسويسيكي نينمو) | مهمة تتبع ميزوكي (ミズキ追跡任務 ميزوكي تسويسيكي نينمو) |
| ---------------------------------------------------------------------------------------- | ------------------------------------------------------- | --- | ------------------------------------------------------- | ------------------------------------------------------- | ------------------------------------------------------- | ------------------------------------------------------- |
| 142                                                                                      | 38                                                      | «هروب من السجن» الأشرار الثلاثة من السجن عالي السرية "غِنكاي شيسِتسو نو سان أكونين" (厳戒施設の三悪人)                                                                    | 238                                                     | 6 يوليو 2005                                            | 29 سبتمبر 2015                                          | [ 34 ]                                                  |
| 143                                                                                      | 39                                                      | «تونتون! أعتمد عليك!» "هاشيري تونتون! أوماي نو هانا غا تايوري داتِّبيو" (走れトントン!お前の鼻が頼りだってばよ)                                                           | حصرية                                                   | 13 يوليو 2005                                           | 4 أكتوبر 2015                                           | [ 34 ]                                                  |
| 144                                                                                      | 40                                                      | «مستوى جديد! اثنان وكلب» فريق جديد! شخصان وكلب؟! "شينسيه سوريمان سيرو فوتاري تو إبِّيكي" (新生三人一組 二人と一匹!)                                                       | حصرية                                                   | 20 يوليو 2005                                           | 6 أكتوبر 2015                                           | [ 34 ]                                                  |
| 145                                                                                      | 41                                                      | «الفريق الجديد! إينو-شيكا-شو» تشكيلة جديدة: إينو-شيكا-شو! "ساكورِتسو! نيو فوميشون إينوشيكاتشو" (炸裂!ニューフォーメーションいのシカチョウ)                               | حصرية                                                   | 27 يوليو 2005                                           | 11 أكتوبر 2015                                          | [ 34 ]                                                  |
| 146                                                                                      | 42                                                      | «ظل أرتشيمارو» الطموح المتبقي: ظل أوروتشيمارو "نوكوساريتا يابو أوروتشيمارو نو كاغي" (残された野望 大蛇丸の影)                                                           | حصرية                                                   | 10 أغسطس 2005                                           | 13 أكتوبر 2015                                          | [ 35 ]                                                  |
| 147                                                                                      | 43                                                      | «الصراع الحاسم» تصادم للمصير: لا يمكنك أن تهزمني "إنِّين نو تايكِتسو! أوماي ني أوري وا تاوسِني" (因縁の対決!オマエにオレは倒せねえ)                                         | حصرية                                                   | 17 أغسطس 2005                                           | 18 أكتوبر 2015                                          | [ 35 ]                                                  |
| مهمة البحث عن البيكتشو (微香虫探索任務 بيكوتشو تانساكو نينمو)                            |                                                         | |                                                         |                                                         |                                                         |                                                         |
| 148                                                                                      | 44                                                      | «البحث عن يرقانة البيكتشو» البحث عن الخنفساء النادرة بيكتشو "تشو-تسويبيريوكو ني أكامارو مو شيتُّو! مابوروشي نو بيكوتشو أو ساغاسي" (超追尾力に赤丸も嫉妬!幻の微香虫を探せ) | حصرية                                                   | 17 أغسطس 2005                                           | 20 أكتوبر 2015                                          | [ 35 ]                                                  |
| 149                                                                                      | 45                                                      | «ما الاختلاف؟! جميعها متشابهة» ما الفرق؟ أليست كل الحشرات متشابهة؟ "دوكو غا تشيغاو نو سا!؟ موشي تتي أوناجي ميناي كا" (どこが違うのさ!? 虫って同じに見えないか)          | حصرية                                                   | 24 أغسطس 2005                                           | 25 أكتوبر 2015                                          | [ 35 ]                                                  |
| 150                                                                                      | 46                                                      | «معركة الحشرات» معركة الحشرات: المخادعون والمخدوعون "داماشيتي باكاشيتي داماساريتي! سوزِتسو موشيموشي داي باتورو" (だまして化かしてだまされて! 壮絶ムシムシ大バトル)       | حصرية                                                   | 31 أغسطس 2005                                           | 27 أكتوبر 2015                                          | [ 35 ]                                                  |
| 151                                                                                      | 47                                                      | «مهارة البياكوغان: هذه طريقي في النينجا» لمعان البياكوغان: هذا هو طريقي للنينجا "موي يو بياكوغان! كوري غا واتاشي نو نيندو يو" (燃えよ白眼! これが私の忍道よ)            | حصرية                                                   | 14 سبتمبر 2005                                          | 1 نوفمبر 2015                                           | [ 36 ]                                                  |
| مهمة إزالة عائلة كوروساكي (黒鋤ファミリー排除任務 كوروساكي فاميري هايجو نينمو)           |                                                         | |                                                         |                                                         |                                                         |                                                         |
| 152                                                                                      | غير معلوم                                               | «جنازة آذار جنازة للأحياء» "سيه أرو مونو إي نو سوسوكيوكو" (生あるものへの葬送曲)                                                                                        | حصرية                                                   | 21 سبتمبر 2005                                          | لم تُنتج                                                 | [ 36 ]                                                  |
| 153                                                                                      | غير معلوم                                               | «درس مُتعلَّم: قبضة الحب الحديدية» "كوكورو نو تودوكي! أي نو تيكِّين" (心に届け!愛の鉄拳)                                                                                     | حصرية                                                   | 28 سبتمبر 2005                                          | لم تُنتج                                                 | [ 36 ]                                                  |
| 154                                                                                      | غير معلوم                                               | «عدو البياكوغان» "بياكوغان نو تِنتيكي" (白眼の天敵) | حصرية                                                   | 5 أكتوبر 2005                                           | لم تُنتج                                                 | [ 36 ]                                                  |
| 155                                                                                      | غير معلوم                                               | «السحب المظلمة الزاحفة» "شينوبي يورو أنون" (忍び寄る暗雲) | حصرية                                                   | 12 أكتوبر 2005                                          | لم تُنتج                                                 | [ 36 ]                                                  |
| 156                                                                                      | غير معلوم                                               | «هجوم رايغا المضاد» "غياكوشو نو رايغا" (逆襲の雷牙) | حصرية                                                   | 19 أكتوبر 2005                                          | لم تُنتج                                                 | [ 37 ]                                                  |
| 157                                                                                      | غير معلوم                                               | «اهرب! كاري الحياة» "هاشيري!!! سيميه نو كاري" (走れ!!!生命のカレー) | حصرية                                                   | 26 أكتوبر 2005                                          | لم تُنتج                                                 | [ 37 ]                                                  |
| حلقة مستقلة                                                                              |                                                         | |                                                         |                                                         |                                                         |                                                         |
| 158                                                                                      | غير معلوم                                               | «اتبعني! تحدي البقاء الأكبر» "مينَّا أوري ني تسويتي كوي! أسي تو ناميدا نو تاكورامي داي سابايبارو" (みんなオレについて来い!汗と涙のタクラミ大サバイバル)                   | حصرية                                                   | 2 نوفمبر 2005                                           | لم تُنتج                                                 | [ 37 ]                                                  |
| مهمة القبض على غوسونكوغي (五寸釘捕縛任務 غوسونكوغي هوباكو نينمو)                         |                                                         | |                                                         |                                                         |                                                         |                                                         |
| 159                                                                                      | غير معلوم                                               | «صائد الجوائز من البرية» "تيكي كا ميكاتا كا!؟ كويا نو شوكينكاسيغي" (敵か味方か!?荒野の賞金稼ぎ)                                                                         | حصرية                                                   | 9 نوفمبر 2005                                           | لم تُنتج                                                 | [ 37 ]                                                  |
| 160                                                                                      | غير معلوم                                               | «اصطد أو تصبح فريسة؟! المواجهة في معبد أوكي!» "إرو كا إراريرو كا!؟ أوكي تيرا نو كيتُّو" (獲るか獲られるか!?オッケー寺の決斗)                                              | حصرية                                                   | 16 نوفمبر 2005                                          | لم تُنتج                                                 | [ 37 ]                                                  |
| حلقة مستقلة                                                                              |                                                         | |                                                         |                                                         |                                                         |                                                         |
| 161                                                                                      | غير معلوم                                               | «ظهور الزائرين الغرباء» "سانكياكو كِنزان أو نو ياجو؟ موجو؟... سانجو؟" (珍客見参 碧の野獣?猛獣?...珍獣?)                                                                  | حصرية                                                   | 23 نوفمبر 2005                                          | لم تُنتج                                                 | [ 38 ]                                                  |
| مهمة إفناء المحارب الملعون (呪い武者退治任務 نوروي موشا تايجي نينمو)                     |                                                         | |                                                         |                                                         |                                                         |                                                         |
| 162                                                                                      | غير معلوم                                               | «المحارب الملعون» "شيروكي نوروي موشا" (白き呪いの武者) | حصرية                                                   | 30 نوفمبر 2005                                          | لم تُنتج                                                 | [ 38 ]                                                  |
| 163                                                                                      | غير معلوم                                               | «نية المخطِط» "ساكوشي - كوميه نو أومواكو" (策士·紅明の思惑) | حصرية                                                   | 7 ديسمبر 2005                                           | لم تُنتج                                                 | [ 38 ]                                                  |
| 164                                                                                      | غير معلوم                                               | «متأخر جدًا للمساعدة» "أوسوسوغيتا سوكِتُّو" (遅すぎた助っ人) | حصرية                                                   | 14 ديسمبر 2005                                          | لم تُنتج                                                 | [ 38 ]                                                  |
| 165                                                                                      | غير معلوم                                               | «موت ناروتو» "ناروتو شيسو" (ナルト死す) | حصرية                                                   | 21 ديسمبر 2005                                          | لم تُنتج                                                 | [ 38 ]                                                  |
| 166                                                                                      | غير معلوم                                               | «عندما يتوقف الوقت» "تودوماتَّا ماما نو جيكان" (止まったままの時間) | حصرية                                                   | 4 يناير 2006                                            | لم تُنتج                                                 | [ 39 ]                                                  |
| 167                                                                                      | غير معلوم                                               | «عندما يرفرف البلشون بأجنحتهم» "شيراساغي نو هاباتاكو جيكان" (白鷺のはばたく時間)                                                                                        | حصرية                                                   | 4 يناير 2006                                            | لم تُنتج                                                 | [ 39 ]                                                  |
| حلقة مستقلة                                                                              |                                                         | |                                                         |                                                         |                                                         |                                                         |
| 168                                                                                      | غير معلوم                                               | «اخلطها، مددها، اسلقها! أشعل النار على الوعاء النحاسي!» "مويرو زوندو! مازيتي نوباشيتي يودي أغيرو!" (燃えろ寸胴!混ぜて伸ばして茹で上げろ!)                               | حصرية                                                   | 18 يناير 2006                                           | لم تُنتج                                                 | [ 39 ]                                                  |
| مهمة القبض على وحش البحر (海魔捕獲任務 كايما هوكاكو نينمو، حرفيًا "مهمة القبض على البحر") |                                                         | |                                                         |                                                         |                                                         |                                                         |
| 169                                                                                      | غير معلوم                                               | «الذكرى: الصفحة المفقودة» "كيوكو أوشيناواريتا بيجي" (記憶 失われた頁)                                                                                                   | حصرية                                                   | 25 يناير 2006                                           | لم تُنتج                                                 | [ 39 ]                                                  |
| 170                                                                                      | غير معلوم                                               | «الباب المغلق» "شوغيكي توزاساريتا دوا" (衝撃 閉ざされた扉) | حصرية                                                   | 1 فبراير 2006                                           | لم تُنتج                                                 | [ 39 ]                                                  |
| 171                                                                                      | غير معلوم                                               | «التسلل: الإقامة!» "سِنِّيو شيكوماريتا تورابُّو" (潜入 仕組まれた罠) | حصرية                                                   | 8 فبراير 2006                                           | لم تُنتج                                                 | [ 40 ]                                                  |
| 172                                                                                      | غير معلوم                                               | «اليأس: قلب مكسور» "زِتسوبو هيكيساكاريتا هاتو" (絶望 引き裂かれた心) | حصرية                                                   | 15 فبراير 2006                                          | لم تُنتج                                                 | [ 40 ]                                                  |
| 173                                                                                      | غير معلوم                                               | «المعركة في البحر: إطلاق عنان القوة!» "كايسِن توكيهاناتاريتا" (海戦 解き放たれた力)                                                                                      | حصرية                                                   | 22 فبراير 2006                                          | لم تُنتج                                                 | [ 40 ]                                                  |
| حلقة مستقلة                                                                              |                                                         | |                                                         |                                                         |                                                         |                                                         |
| 174                                                                                      | غير معلوم                                               | «مستحيل! شهرة فن النينجا - تقنية أسلوب المال!» "أرينيتِّبايو! سيريبو نينبو - كينتون نو جِتسو" (ありえねーってばよ! セレブ忍法·金遁の術)                                    | حصرية                                                   | 1 مارس 2006                                             | لم تُنتج                                                 | [ 40 ]                                                  |
| مهمة استخراج الذهب المدفون (埋蔵金発掘任務 مايزو كيم هاكُّوتسو نينمو)                      |                                                         | |                                                         |                                                         |                                                         |                                                         |
| 175                                                                                      | غير معلوم                                               | «بداية موسم صيد الجوائز!» "كوكو هوري وان وان! مايزوكين أو ساغاسي" (ここ掘れワンワン! 埋蔵金を探せ)                                                                      | حصرية                                                   | 8 مارس 2006                                             | لم تُنتج                                                 | [ 40 ]                                                  |
| 176                                                                                      | غير معلوم                                               | «جري، مراوغة، تعرج! طارد أو تصبح طريدًا!» "شيسُّو، ميسو، جيغوزاغو سو! أوتِّي أواريتي ماتشيغايتي" (疾走, 迷走, ジグザグ走!追って追われて間違えて)                             | حصرية                                                   | 15 مارس 2006                                            | لم تُنتج                                                 | [ 41 ]                                                  |
| حلقة مستقلة                                                                              |                                                         | |                                                         |                                                         |                                                         |                                                         |
| 177                                                                                      | غير معلوم                                               | «من فضلك يا رجل البريد!» "أوه!؟ بوريزو ♥ ميسوتا بوسوتومان" (OH!?ぷりーず♥みすたーぽすとまん)                                                                            | حصرية                                                   | 22 مارس 2006                                            | لم تُنتج                                                 | [ 41 ]                                                  |
| مهمة حرس النجوم (星護衛任務 هوشي غوي نينمو)                                              |                                                         | |                                                         |                                                         |                                                         |                                                         |
| 178                                                                                      | غير معلوم                                               | «اللقاء! الفتى ذو اسم النجم» "دياي "هوشي" نو نا أو موتسو شونِن" (出会い 「星」の名を持つ少年)                                                                            | حصرية                                                   | 29 مارس 2006                                            | لم تُنتج                                                 | [ 41 ]                                                  |
| 179                                                                                      | غير معلوم                                               | «التهويدة المذكورة» "ناتسوهي بوشي، أومويدي نو كوموري أوتا" (ナツヒボシ 思い出の子守唄)                                                                                  | حصرية                                                   | 5 أبريل 2006                                            | لم تُنتج                                                 | [ 41 ]                                                  |
| 180                                                                                      | غير معلوم                                               | «التقنية المخفية: ثمن فن النينجا: الكوجاكو» "هيجِتسو كوجاكو ميوهو نو دايشو" (秘術 孔雀妙法の代償)                                                                        | حصرية                                                   | 12 أبريل 2006                                           | لم تُنتج                                                 | [ 41 ]                                                  |
| 181                                                                                      | غير معلوم                                               | «الهوشكاغي، الحقيقة المدفونة» "هوشيكاغي هوموريساراريتا شينجِتسو" (星影 葬り去られた真実)                                                                                 | حصرية                                                   | 19 أبريل 2006                                           | لم تُنتج                                                 | [ 42 ]                                                  |
| 182                                                                                      | غير معلوم                                               | «جمع الشمل، الوقت المتبقي» "سايكاي نوكوساريتا جيكان" (再会 残された時間)                                                                                                | حصرية                                                   | 26 أبريل 2006                                           | لم تُنتج                                                 | [ 42 ]                                                  |
| 183                                                                                      | غير معلوم                                               | «إشعاع النجم» "هوشي وا كاغاياكي أو ماشيتي" (星は輝きを増して) | حصرية                                                   | 3 مايو 2006                                             | لم تُنتج                                                 | [ 42 ]                                                  |

### الموسم الخامس (2006-2007)
| الإجمالي                                                                    | الإجمالي     | عنوان الحلقة | فصول المانغا | تاريخ العرض الأصلي | تاريخ العرض العربي | مرجع         |
| المسلسل                                                                     | الموسم       | عنوان الحلقة | فصول المانغا | تاريخ العرض الأصلي | تاريخ العرض العربي | مرجع         |
| حلقات مستقلة                                                                | حلقات مستقلة | حلقات مستقلة | حلقات مستقلة | حلقات مستقلة       | حلقات مستقلة       | حلقات مستقلة |
| --------------------------------------------------------------------------- | ------------ | --- | ------------ | ------------------ | ------------------ | ------------ |
| 184                                                                         | غير معلوم    | «يوم كيبا الطويل!» "إنوزوكا كيبا نو ناغا~إي إتشينيتشي" (犬塚キバのなが〜い一日) | حصرية        | 10 مايو 2006       | لم تُنتَج            | [ 42 ]       |
| 185                                                                         | غير معلوم    | «أسطورة من الورق المخفية: الأونابا!» "كونوهاغاكوري نو دِنسِتسو، أونبا وا جيتسوزاي شيتا!!" (木ノ葉隠れの伝説 オンバアは実在した!!)                                                                                              | حصرية        | 17 مايو 2006       | لم تُنتَج            | [ 42 ]       |
| 186                                                                         | غير معلوم    | «شينو الضاحك» "واراو شينو" (笑うシノ) | حصرية        | 24 مايو 2006       | لم تُنتَج            | [ 43 ]       |
| مرافقة بعثة الباعة الجائلين (行商人護衛任務 غيوشو جين غوي نينمو)            |              | |              |                    |                    |              |
| 187                                                                         | غير معلوم    | «مفتوح للعمل! خدمة الورق المتنقلة» "كايغيو!! كونوها هيكوشي سِنتا" (開業!!木ノ葉引越センター) | حصرية        | 31 مايو 2006       | لم تُنتَج            | [ 43 ]       |
| 188                                                                         | غير معلوم    | «غموض التجار المستهدَّفين» "فوكاكاي، نيراواريتا غيوشونين" (不可解 狙われた行商人) | حصرية        | 7 يونيو 2006       | لم تُنتَج            | [ 43 ]       |
| 189                                                                         | غير معلوم    | «إمداد بلا حدود لأدوات النينجا» "تشيكاسوي موجينزو نو نينغو" (地下水 無尽蔵の忍具) | حصرية        | 14 يونيو 2006      | لم تُنتَج            | [ 43 ]       |
| 190                                                                         | غير معلوم    | «البياكوغان ترى النقطة العمياء» "بياكوغان وا ميتا! جيكي تسوكاي نو شيكاكو" (白眼は見た!磁気使いの死角) | حصرية        | 21 يونيو 2006      | لم تُنتَج            | [ 43 ]       |
| 191                                                                         | غير معلوم    | «تنبؤات: الموت! مغيم مع نسبة لظهور الشمس» "شي نو سِنكوكو "كوموري توكيدوكي هاري"" (死の宣告“くもり時々晴れ”) | حصرية        | 28 يونيو 2006      | لم تُنتَج            | [ 44 ]       |
| حلقات مستقلة                                                                |              | |              |                    |                    |              |
| 192                                                                         | غير معلوم    | «صراخ إينو! الجنة الممئتلة!» "إينو زِكِّيو! بوتشاري ♥ بارادايسو" (いの絶叫! ポッチャリ♥パラダイス) | حصرية        | 5 يوليو 2006       | لم تُنتَج            | [ 44 ]       |
| 193                                                                         | غير معلوم    | «تحدي الفيفا دوجو! الشباب كله شغف!» "بيبا دوجويابوري! سيشون وا باكوهاتسو دا" (ビバ道場破り! 青春はバクハツだ) | حصرية        | 12 يوليو 2006      | لم تُنتَج            | [ 44 ]       |
| 194                                                                         | غير معلوم    | «غموض لعنة القلعة المسكونة» "كايكي، نورواريتا يوريشيرو" (怪奇 呪われた幽霊城) | حصرية        | 19 يوليو 2006      | لم تُنتَج            | [ 44 ]       |
| الوحش الثالث العظيم                                                         |              | |              |                    |                    |              |
| 195                                                                         | غير معلوم    | «الوحش الثالث الخارق!» "دايسان نو تشوجو، سايداي نو رايبارو" (第三の超獣 最大のライバル) | حصرية        | 26 يوليو 2006      | لم تُنتَج            | [ 44 ]       |
| 196                                                                         | غير معلوم    | «المواجهة الدموية المثيرة: تلميذ ضد معلم» "ناميدا نو غيكيتوتسو! نِكِّيتسو شيتيه تايكِتسو" (涙の激突! 熱血師弟対決) | حصرية        | 9 أغسطس 2006       | لم تُنتَج            | [ 45 ]       |
| مهمة استعادة مخططات قرية الورق (木ノ葉図面奪還任務 كونوها زومِن داكَّان نينمو) |              | |              |                    |                    |              |
| 197                                                                         | غير معلوم    | «أزمة! تجمع فريق 11 من الورق المخفية!» "دايبينتشي! كونوها نو جويتشي نين زِنين شوغو" (大ピンチ! 木の葉の11人全員集合) | حصرية        | 16 أغسطس 2006      | لم تُنتَج            | [ 45 ]       |
| 198                                                                         | غير معلوم    | «الأنبو يستسلم؟ ذكرى ناروتو» "أنبو مو تياغي، ناروتو نو كيوكو" (暗部もお手上げ ナルトの記憶) | حصرية        | 23 أغسطس 2006      | لم تُنتَج            | [ 45 ]       |
| 199                                                                         | غير معلوم    | «الهدف المفقود» "ماتوهازوري، ميتيكيتا هيوتيكي" (的外れ 見えてきた標的) | حصرية        | 30 أغسطس 2006      | لم تُنتَج            | [ 45 ]       |
| 200                                                                         | غير معلوم    | «المساعد القوي» "غِنيكي باريباري، سايكيو نو سوكِتُّو" (現役バリバリ 最強の助っ人) | حصرية        | 13 سبتمبر 2006     | لم تُنتَج            | [ 45 ]       |
| 201                                                                         | غير معلوم    | «فخاخ متعددة! العد التنازلي للتدمير» "تاجو تورابُّو، هوكاي نو كاونتوداون" (多重トラップ 崩壊のカウントダウン) | حصرية        | 20 سبتمبر 2006     | لم تُنتَج            | [ 46 ]       |
| حلقة مستقلة                                                                 |              | |              |                    |                    |              |
| 202                                                                         | غير معلوم    | «أعلى 5 معارك للنينجا» "هونجيتسو هابِّيو! "نينجاتاتشي نو أسي تو ناميدا نو ميشوبو بِستو 5! أوتانوشيمي نو بانغاي هِن مواروتِّبايو" سوبِشارو" (本日発表!「忍者たちの汗と涙の名勝負ベスト5! お楽しみの番外編もあるってばよ」スペシャル) | حصرية        | 27 سبتمبر 2006     | لم تُنتَج            | [ 46 ]       |
| مهمة إنقاذ ياكومو كوراما (鞍馬八雲救出任務 كوراما ياكومو كيوشوتسو نينمو)    |              | |              |                    |                    |              |
| 203                                                                         | غير معلوم    | «قرار كوريناي، مغادرة الفريق الثامن» "كوريناي نو كِتسودان، تورينوكوساريتا دايهابَّان" (紅の決断 とり残された第8班) | حصرية        | 5 أكتوبر 2006      | لم تُنتَج            | [ 46 ]       |
| 204                                                                         | غير معلوم    | «قدرة ياكومو المختومة» "نيراواريتا ياكومو، فوينساريتا نوريوكو" (狙われた八雲 封印された能力) | حصرية        | 5 أكتوبر 2006      | لم تُنتَج            | [ 46 ]       |
| 205                                                                         | غير معلوم    | «مهمة كوريناي بالغة السرية: الوعد مع الهوكاغي الثالث» "كوريناي نو غوكوهي نينمو ~ساندايمي تو نو ياكوسوكو~" (紅の極秘任務〜三代目との約束〜)                                                                                   | حصرية        | 5 أكتوبر 2006      | لم تُنتَج            | [ 46 ]       |
| 206                                                                         | غير معلوم    | «وهم أم واقع» "غِنجِستو كا غِنجيتسو كا، غوكان أو سيسورو مونو" (幻術か現実か 五感を制するもの) | حصرية        | 19 أكتوبر 2006     | لم تُنتَج            | [ 47 ]       |
| 207                                                                         | غير معلوم    | «قدرة الختم المفترضَّة» "فوجيراريتاهازو نو نوريوكو" (封じられたはずの能力) | حصرية        | 26 أكتوبر 2006     | لم تُنتَج            | [ 47 ]       |
| حلقة مستقلة                                                                 |              | |              |                    |                    |              |
| 208                                                                         | غير معلوم    | «وزن القطعة الأثرية النفيسة» "ميكي، كاتشوفوغِتسو نو أوموسا" (名器 花鳥風月の重さ) | حصرية        | 2 نوفمبر 2006      | لم تُنتَج            | [ 47 ]       |
| مهمة مرافقة غانتِتسو (丸鉄護送任務 غانتِتسو غوسو نينمو)                       |              | |              |                    |                    |              |
| 209                                                                         | غير معلوم    | «العدو: النينجا المتسربون» "تيكي وا "شينوبازو"" (敵は「不忍」) | حصرية        | 9 نوفمبر 2006      | لم تُنتَج            | [ 47 ]       |
| 210                                                                         | غير معلوم    | «الغابة المذهلة» "مايوي نو موري" (迷いの森) | حصرية        | 16 نوفمبر 2006     | لم تُنتَج            | [ 47 ]       |
| 211                                                                         | غير معلوم    | «ذاكرة ألسنة اللهب» "هونو نو كيوكو" (炎の記憶) | حصرية        | 30 نوفمبر 2006     | لم تُنتَج            | [ 48 ]       |
| 212                                                                         | غير معلوم    | «كلٌّ إلى طريقه الخاص» "سوريزوري نو ميتشي" (それぞれの道) | حصرية        | 7 ديسمبر 2006      | لم تُنتَج            | [ 48 ]       |
| مهمة البحث عن ذاكرة مِنما (メンマ記憶探索任務 مِنما كيوكو تانساكو نينمو)      |              | |              |                    |                    |              |
| 213                                                                         | غير معلوم    | «الذكريات المختفية» "أوشيناواريتا كيوكو" (失われた記憶) | حصرية        | 14 ديسمبر 2006     | لم تُنتَج            | [ 48 ]       |
| 214                                                                         | غير معلوم    | «إعادة الواقع» "توريمودوشيتا غِنجيتسو" (取り戻した現実) | حصرية        | 21 ديسمبر 2006     | لم تُنتَج            | [ 48 ]       |
| 215                                                                         | غير معلوم    | «ماضٍ يُمحَى» "كيشي ساريتاي كاكو" (消し去りたい過去) | حصرية        | 21 ديسمبر 2006     | لم تُنتَج            | [ 48 ]       |
| مهمة دعم قرية الرمل (砂隠れ支援任務 سوناغاكوري شين نينمو)                   |              | |              |                    |                    |              |
| 216                                                                         | غير معلوم    | «الشوكاكو المستهدف» "كييتا تاكومي - نيراواريتا شوكاكو" (消えた匠 狙われた守鶴) | حصرية        | 11 يناير 2007      | لم تُنتَج            | [ 49 ]       |
| 217                                                                         | غير معلوم    | «تحالف الرمال مع شينوبي الورق» "سونا نو دوميكوكو - كونوها نو شينوبي" (砂の同盟国 木ノ葉の忍) | حصرية        | 18 يناير 2007      | لم تُنتَج            | [ 49 ]       |
| 218                                                                         | غير معلوم    | «الهجوم المضاد!» "فوجيواريتا سونا، سويكو نو هانغيكي" (封じられた砂 水虎の反撃) | حصرية        | 25 يناير 2007      | لم تُنتَج            | [ 49 ]       |
| 219                                                                         | غير معلوم    | «إعادة ولادة السلاح المطلق» "يوميغايتَّا كيوكيوكو هيكي" (よみがえった究極兵器) | حصرية        | 1 فبراير 2007      | لم تُنتَج            | [ 49 ]       |
| 220                                                                         | غير معلوم    | «الرحيل» "تابيداتشي" (旅立ち) | 238          | 8 فبراير 2007      | لم تُنتَج            | [ 49 ]       |

## الأفلام
| رقم الفيلم | عنوان الفيلم | تاريخ العرض الأصلي | تاريخ العرض العربي |
| ---------- | --- | ------------------ | ------------------ |
| 1          | «صدام النينجا في أرض الثلج» مشهد أكشن عظيم! كتاب فنون النينجا لأميرة الثلج (大活劇! 雪姫忍法帖だってばよ!!)                     | 21 أغسطس 2004      | لم يُنتَج            |
| 2          | «الأطلال الوهمية في أعماق الأرض» اشتباك كبير! الأطلال الوهمية في أعماق الأرض (大激突!幻の地底遺跡だってばよ)                    | 6 أغسطس 2005       | لم يُنتَج            |
| 3          | «ذعر الحيوانات في جزيرة هلال القمر» إثارة عظيمة! ذعر الحيوانات في جزيرة هلال القمر (大興奮!みかづき島のアニマル騒動だってばよ!) | 5 أغسطس 2006       | لم يُنتَج            |

## الأوفا
| رقم المقطع | عنوان المقطع | تاريخ العرض الأصلي | تاريخ العرض العربي |
| ---------- | --- | ------------------ | ------------------ |
| 1          | «البحث عن أوراق البرسيم الأربع القرمزية» (紅き四つ葉のクローバーを探せ)                                          | 20 ديسمبر 2002     | لم تُنتَج            |
| 2          | «مهمة: حماية قرية الشلالات!» (滝隠れの死闘 オレが英雄だってばよ!)                                                | 20 ديسمبر 2003     | لم تُنتَج            |
| 3          | «مهرجان قرية الورق الرياضي» (木ノ葉の里の大運動会)                                                               | 21 أغسطس 2004      | لم تُنتَج            |
| 4          | «الصدام الأخير! جونين ضد غينين! معركة البطولة الملكية العشوائية» (ついに激突!上忍VS下忍!!無差別大乱戦大会開催!!) | 22 ديسمبر 2005     | لم تُنتَج            |